# Cephalispa gressitti
Cephalispa gressitti är en tvåvingeart som beskrevs av John Otterbein Snyder 1965. Cephalispa gressitti ingår i släktet Cephalispa och familjen husflugor. Inga underarter finns listade i Catalogue of Life.